# 7 сентября
7 сентября — 250-й день года (251-й в високосные годы) по григорианскому календарю.
До конца года остаётся 115 дней.
До 15 октября 1582 года — 7 сентября по юлианскому календарю, с 15 октября 1582 года — 7 сентября по григорианскому календарю.
В XX и XXI веках соответствует 25 августа по юлианскому календарю.

## Праздники и памятные дни
См. также: Категория:Праздники 7 сентября

### Международные
- Всемирный день уничтожения военной игрушки
- Всемирный день распространения информации о мышечной дистрофии Дюшенна

### Национальные
- Бразилия — День независимости.
- Украина — День военной разведки.
- Мозамбик — День победы.

### Религиозные
Православие
- Перенесение мощей апостола Варфоломея (Нафанаила) (VI в.);
- память апостола от 70-ти Тита, епископа Критского (I в.);
- память святителей Варсиса и Евлогия, епископов Едесских, и Протогена исповедника, епископа Каррийского (IV в.);
- память святителя Мины, патриарха Цареградского (536—552);
- память преподобномученика Моисея (Кожина), иеромонаха (1931);
- память священномученика Владимира Мощанского, пресвитера (1938).

## События
См. также: Категория:События 7 сентября

### До XIX века
- 1191 — победа крестоносцев под командованием Ричарда I над войском Саладина в битве при Арсуфе.
- 1630 — поселение Тримонтейн переименовано в Бостон и провозглашено столицей Массачусетса.
- 1654 — в Новый Амстердам (ныне Нью-Йорк) начали прибывать евреи, изгнанные из Бразилии.
- 1763 — английский король Георг III выпустил воззвание с призывом заселять Канаду.
- 1776 — первая атака подводной лодки: Американская подводная лодка «Черепаха» пыталась установить часовую бомбу на британский флагман «Орёл» в гавани Нью-Йорка.
- 1792 — запорожцы причалили свои струги к берегу Таманского полуострова. В первые два года на Кубань переселилось 25 тысяч казаков во главе с войсковым атаманом Захарием Чепегой. Они создали 40 станиц, а своему главному поселению дали имя Екатеринодар.
- 1793 — битва при Ондскоте.

### XIX век
- 1810 — между русской армией под командованием генерала Н. М. Каменского и турецким войском сераскера Кушакчи произошло сражение при Батине.
- 1812 — Бородинское сражение, крупнейшая битва Отечественной войны и самое кровопролитное из однодневных сражений.
- 1813 — впервые выражение «Дядя Сэм» связано с правительством США. В период второй англо-американской войны, начавшейся в 1812 году, поставщиком мяса для американской армии был некий Сэмюэл Уилсон. На бочках с мясом было написано US (United States). Сторож-ирландец считал, что эта надпись обозначает поставщика, и читал её как «Uncle Sam Wilson», то есть «дядюшка Сэм Уилсон». 15 сентября 1961 года Конгресс США вынес постановление считать дядюшку Сэма Уилсона прародителем национального символа Америки Дяди Сэма.
- 1822 — Бразилия провозгласила независимость от Португалии.
- 1837 — в день 25-летия Бородинского сражения в Москве состоялась торжественная закладка грандиозного Храма Христа Спасителя.
- 1856 — в Успенском соборе Кремля коронован на царство Александр II.
- 1860 — во время визита в Канаду принца Уэльского впервые в качестве официальной канадской эмблемы был использован кленовый лист.

### XX век
- 1911 — поэт Гийом Аполлинер помещён в тюрьму в связи с подозрением в похищении из Лувра «Моны Лизы». Пять дней спустя — оправдан.
- 1918 — на базе Петроградского телеграфного агентства и Бюро печати при Совнаркоме РСФСР создано Российское телеграфное агентство (РОСТА). После создания в 1925 году ТАСС оно стало агентством РСФСР, а в 1935 году было упразднено.
- 1919 — шторм над Багамскими островами достиг силы урагана, став одной из самых смертоносных природных стихий в истории США[4][5].
- 1928 — в СССР учреждён орден Трудового Красного Знамени.
- 1933 — Максим Горький на съезде писателей выдвинул лозунг критического реализма.
- 1936 — последний сумчатый волк умирает в Тасманийском зоопарке.
- 1939 — в Германии введена смертная казнь за «угрозу оборонной мощи германского народа».
- 1945 — в Берлине состоялся Парад Победы союзных войск стран антигитлеровской коалиции: СССР, США, Великобритании и Франции[6].
- 1947
  - В честь 800-летия Москвы в столице одновременно заложены восемь «сталинских высоток».
  - В московском метрополитене впервые в СССР применены интервальные часы на станциях.
- 1951 — Почтовая служба Канады заявила, что все отправители писем обязаны указывать на конверте название улицы и номер дома (до этого многие указывали лишь город и фамилию адресата).
- 1953 — Никита Хрущёв избран первым секретарём ЦК КПСС.
- 1968 — первое выступление Led Zeppelin (под названием The New Yardbirds), Копенгаген
- 1976 — Джордж Харрисон признан виновным в неумышленном плагиате. Суд решил, что его хит «My Sweet Lord» не является оригинальным произведением, а авторство мелодии, положенной в основу песни, принадлежит Рональду Мэку, который в 1963 году написал для женской вокальной группы The Chiffons песню «He’s So Fine». Харрисона оштрафовали на 587 000 долларов.
- 1977 — президент США Джимми Картер и военный руководитель Панамы Омар Торрихос подписали два соглашения, согласно которым Панамский канал в 2000 году будет передан Панаме.
- 1988 — в Саратове состоялся первый концерт группы «Комбинация».
- 1992 — в газете «Коммерсантъ» впервые использован термин «новые русские».
- 1996 — в Лас-Вегасе совершено покушение на рэпера Тупака Шакура (умер 13 сентября).

### XXI век
- 2002
  - ВВС США возобновили патрулирование в небе Нью-Йорка и Вашингтона. Такое патрулирование изначально планировалось только на 11 сентября. Однако власти решили перестраховаться.
  - Футбольные сборные Южной и Северной Кореи впервые больше чем за 10 лет провели между собой в Сеуле товарищеский матч, который закончился весьма символично — с ничейным счётом 0:0.
- 2007 — день создания Следственного комитета при прокуратуре Российской Федерации
- 2010
  - Аварийная посадка Ту-154М в Ижме (Россия).
  - Некоторые[какие?] Награды Российской Федерации перестали входить в неё[куда?].
- 2011 — катастрофа Як-42 под Ярославлем. Погибли 44 человека, включая хоккейную команду «Локомотив».

## Родились
См. также: Категория:Родившиеся 7 сентября

### До XIX века
- 1533 — Елизавета I (ум. 1603), королева Англии (1558—1603).
- 1707 — Жорж Луи Леклерк де Бюффон (ум. 1788), граф, французский натуралист, биолог, математик и естествоиспытатель.
- 1717 — Агуй (ум. 1797), китайский военачальник и государственный деятель во времена династии Цин.
- 1726 — Франсуа Андре Филидор (ум. 1795), французский композитор, создатель французской комической оперы, шахматист.
- 1742 — Александр Аблесимов (ум. 1783), русский писатель, драматург, журналист.
- 1781 — Георг Франц Август Бюкуа (ум. 1851), австрийский натурфилософ.

### XIX век
- 1805 — Модест Богданович (ум. 1882), русский военный историк, генерал-лейтенант.
- 1810 — Герман Генрих Госсен (ум. 1858), немецкий экономист.
- 1829 — Фридрих Август Кекуле (ум. 1896), немецкий химик-органик.
- 1837 — Александра Казина (ум. 1918), русская писательница.
- 1842 — Иоганн Герман Цукерторт (ум. 1888), немецкий шахматист, шахматный журналист.
- 1860 — Анна Мэри Мозес (ум. 1961), американская художница, одна из главных представителей примитивизма в живописи.
- 1861 — Сергей Коржинский (ум. 1900), русский ботаник и генетик-эволюционист, глава Петербургского ботанического сада.
- 1870 — Александр Куприн (ум. 1938), русский писатель и драматург.
- 1882 — Сергей Третьяков (расстрелян в 1944), русский предприниматель и политик, эмигрант, тайный агент ОГПУ.
- 1885 — Элеонора Баур (ум. 1981), основательница Национал-социалистического сестринского ордена.
- 1891 — Грета Шрёдер (ум. 1967), немецкая актриса театра и кино, сценаристка.
- 1894 — Гала Дали (ум. 1982), русская жена французского поэта Поля Элюара, затем живописца Сальвадора Дали.
- 1899 — Изабелла Юрьева (ум. 2000), советская и российская эстрадная певица, народная артистка РФ.

### XX век
- 1907 — Ростислав Захаров (ум. 1984), артист балета, балетмейстер, режиссёр, педагог, народный артист СССР.
- 1908 — Майкл Эллис Дебейки (ум. 2008), американский хирург, пионер аортокоронарного шунтирования.
- 1909 — Элиа Казан (ум. 2003), американский режиссёр театра и кино, дважды лауреат премии «Оскар», четырежды — «Золотого глобуса».
- 1911 — Тодор Живков (ум. 1998), генеральный секретарь ЦК Болгарской компартии (1954—1989).
- 1912 — Дэвид Паккард (ум. 1996), американский предприниматель, сооснователь компании «Hewlett-Packard».
- 1915 — Киёси Ито (ум. 2008), японский математик.
- 1916 — Николай Морозов (ум. 1981), советский футболист, заслуженный мастер спорта, заслуженный тренер СССР.
- 1917 — Джон Уоркап Корнфорт (ум. 2013), австралийский химик-органик, лауреат Нобелевской премии (1975).
- 1922 — Кирилл Молчанов (ум. 1982), советский композитор.
- 1923 — Эдуард Асадов (ум. 2004), русский советский поэт-лирик и прозаик.
- 1925
  - Павел Вигдергауз (ум. 2013), советский и украинский архитектор, лауреат Государственной премии СССР.
  - Александр Хмелик (ум. 2001), советский писатель, драматург и киносценарист, главный редактор киножурнала «Ералаш».
- 1930 — Сонни Роллинз, американский джазовый саксофонист, композитор.
- 1934 — Алексей Баташев (ум. 2021), историк, пропагандист джаза, заслуженный деятель искусств России.
- 1935
  - Анатолий Бучаченко, советский и российский физико-химик, академик РАН.
  - Игорь Голембиовский (ум. 2009), советский и российский журналист, в 1991—1997 гг. главный редактор газеты «Известия».
  - Абду Диуф, сенегальский политик, президент Сенегала (1981—2000).
- 1936 — Бадди Холли (погиб в 1959), американский певец и автор песен, пионер рок-н-ролла.
- 1937 — Владислав Успенский (ум. 2004), композитор, народный артист РСФСР.
- 1938
  - Олег Балакин (ум. 1981), советский и российский актёр театра и кино, заслуженный артист РСФСР.
  - Павел Любимов (ум. 2010), советский и российский кинорежиссёр и сценарист.
- 1940 — Дарио Ардженто, итальянский кинорежиссёр, сценарист, продюсер, автор фильмов ужаса.
- 1945 — Жак Лемер, канадский хоккеист и тренер, 8-кратный обладатель Кубка Стэнли как игрок, обладатель Кубка Стэнли как тренер (1995).
- 1946 — Ольгерд Лукашевич, польский актёр (фильмы «Секс-миссия», «Кингсайз» и др.).
- 1947 — Леонид Быков, советский и российский литературовед.
- 1948 — Олег Ковалёв (ум. 2020), российский государственный деятель. Губернатор Рязанской области (2008—2017).
- 1949 — Глория Гейнор, американская певица и актриса.
- 1951 — Крисси Хайнд, американская певица, автор песен и гитаристка, вокалистка рок-группы «The Pretenders».
- 1955 — Ефим Зельманов, советский и американский математик, лауреат премии Филдса (1994), профессор Чикагского и Йельского университетов.
- 1958 — Константин Затулин, российский политик, депутат Госдумы, директор Института стран СНГ.
- 1959 — Иван Затевахин, российский теле- и радиоведущий, кандидат биологических наук, автор и ведущий программы «Диалоги о животных».
- 1960 — Боб Хартли, канадский хоккейный тренер, обладатель Кубка Стенли и Кубка Гагарина.
- 1963
  - Eazy-E (наст. имя Эрик Линн Райт; ум. 1995), американский рэп-исполнитель.
  - Уильям Эрл Браун, американский актёр кино и телевидения, сценарист, телепродюсер.
- 1969
  - Кирилл Серебренников, российский режиссёр театра и кино, художественный руководитель театра «Гоголь-центр».
  - Энджи Эверхарт, американская актриса и певица.
  - Джимми Юрин,американский музыкант.
- 1973 — Шеннон Элизабет, американская киноактриса, модель.
- 1978 — Любовь Тихомирова, российская актриса театра и кино.
- 1979
  - Павол Гохшорнер, словацкий каноист-слаломист, трёхкратный олимпийский чемпион, многократный чемпион мира и Европы.
  - Петер Гохшорнер, словацкий каноист-слаломист, трёхкратный олимпийский чемпион, многократный чемпион мира и Европы.
- 1981 — Владимир Кара-Мурз (мл.), российский политик, журналист, политический заключённый.
- 1986 — Фанни Фишер, немецкая гребчиха-байдарочница, олимпийская чемпионка, трёхкратная чемпионка мира.
- 1987 — Эван Рейчел Вуд, американская актриса и певица.
- 1988 — Алекс Харви, канадский лыжник, двукратный чемпион мира.
- 1994 — Марен Лундбю, норвежская прыгунья на лыжах с трамплина, олимпийская чемпионка (2018), двукратная чемпионка мира.
- 2000 — Ариарне Титмус, австралийская пловчиха, двукратная олимпийская чемпионка (2020).

## Скончались
См. также: Категория:Умершие 7 сентября

### До XX века
- 1186 — Иоанн Новгородский, первый новгородский архиерей в сане архиепископа.
- 1312 — Фернандо IV (р. 1285), король Кастилии и Леона (1295—1312).
- 1731 — Евдокия Лопухина (р. 1669), первая жена Петра I.
- 1741 — Блас де Лесо (р. 1689), адмирал, крупный стратег испанского военно-морского флота.
- 1799 — Ян Ингенхауз (р. 1730), голландский и английский физиолог, биолог и химик.
- 1812
  - Александр Кутайсов (р. 1784), герой Отечественной войны 1812 года, генерал-майор.
  - Александр Тучков (р. 1778), герой Отечественной войны 1812 года, генерал-майор.
- 1824 — Август Бекю (р. 1775), медик, профессор Виленского университета.

### XX век
- 1907 — Франсуа Арман Сюлли-Прюдом (р. 1839), французский поэт, первый лауреат Нобелевской премии по литературе (1901).
- 1910 — Уильям Хант (р. 1827), британский живописец, один из основателей братства прерафаэлитов.
- 1927 — Анна Голубкина (р. 1864), русский советский скульптор.
- 1942 — Пётр Новицкий (р. 1885), оператор-кинодокументалист, один из основоположников советского документального кино.
- 1949 — Хосе Клементе Ороско (р. 1883), мексиканский художник.
- 1951 — Джон Слоан (р. 1871), американский художник, лидер школы реалистов.
- 1953 — Николай Евреинов (р. 1879), русский и французский режиссёр, драматург, театральный деятель.
- 1954 — Бад Фишер (р. 1885), американский художник-карикатурист, автор комиксов.
- 1956 — Отто Юльевич Шмидт (р. 1891), математик, астроном, геофизик, полярник, главный редактор первого издания Большой советской энциклопедии.
- 1960 — Вильгельм Пик (р. 1876), немецкий коммунист, первый президент ГДР (1949—1960).
- 1962
  - Карен Бликсен (р. 1885), датская писательница.
  - Тодось Осьмачка (р. 1895), украинский поэт и прозаик.
  - Евдокия Виноградова (р. 1914), советская ткачиха, одна из зачинательниц движения многостаночниц в текстильной промышленности.
- 1963 — Никон (Воробьёв) (р. 1894), игумен, духовный писатель.
- 1965 — Джесси Дуглас (р. 1897), американский математик.
- 1978 — Кит Мун (р. 1946), ударник английской группы «The Who».
- 1984
  - Иосиф Слипый (р. 1892), львовский архиепископ Украинской грекокатолической церкви.
  - Александр Жаров (р. 1904), советский поэт.
- 1985 — Дьёрдь Пойа (р. 1887), венгерский, швейцарский и американский математик, популяризатор науки.
- 1991 — Эдвин Метисон Макмиллан (р. 1907), американский физик, лауреат Нобелевской премии (1951).
- 1993 — Дмитрий Полухин (р. 1927), учёный, конструктор ракетно-космической техники, Герой Социалистического Труда.
- 1994
  - Джеймс Клавелл (р. 1924), американский писатель и сценарист.
  - Теренс Янг (р. 1915), английский кинорежиссёр и сценарист, один из создателей Бондианы.
- 1995 — Олег Голубицкий (р. 1923), советский киноактёр.
- 1997 — Мобуту Сесе Секо (р. 1930), диктатор Заира (1965—1997).
- 1998 — Валерий Фрид (р. 1922), советский и российский драматург и киносценарист.
- 1999 — Николай Семизоров (р. 1924), руководитель Куйбышевгидростроя, Герой Социалистического Труда.

### XXI век
- 2001 — Андрей Гончаров (р. 1918), театральный режиссёр, педагог, публицист, народный артист СССР.
- 2002 — Узиэль Галь (р. 1923), германо-израильский конструктор оружия, создатель пистолета-пулемёта «Узи».
- 2004 — Лев Бурчалкин (р. 1939), советский футболист, заслуженный тренер России.
- 2011 — Надежда Троян (р. 1921), советская разведчица, медсестра, Герой Советского Союза.
- 2013 — убит Доку Умаров (р. 1964), чеченский сепаратист.
- 2018 — Мак Миллер (р. 1992), американский рэп/хип-хоп-исполнитель.
- 2020
  - Сергей Колтаков (р. 1955), советский и российский актёр.
  - Альфред Ридль (р. 1949), австрийский футболист и футбольный тренер тренировавший шесть национальных сборных.
- 2021 — Борис Краснов (р. 1961), российский художник-сценограф, дизайнер и продюсер.

## Приметы
- Пришёл Варфоломей — жито на золу сей.
- Грибы грибами, а молотьба за плечами.
- Святой Тит последний гриб растит[7].